# 吴菊仙
吴菊仙（1949年—），汉族，中华人民共和国政治人物、第十一届全国政协委员。
加入中国国民党革命委员会，担任民革中央委员、山西省委副主委、山西省运城市副市长。2008年，当选第十一届全国政协委员，代表中华全国妇女联合会，分入第二十组。